# 名古屋短期大学
名古屋短期大学（日语：／ Nagoya Tanki Daigaku *），简称名短（めいたん），是一所位于日本爱知县丰明市的私立短期大学。

## 概要

### 简介
- 学校最早可以追溯到1903年[2]。短期大学为于1955年开办[2]、由学校法人樱花学园经营。招収只女学生从开办[3]。

### 历史
- 1955年 名古屋短期大学成立并同时设置一个学科即保育科在了名古屋市昭和区[2]。
- 1967年 校园迁到丰明市[2]。
- 1976年 英语科成立[2]。
- 1982年 教养科成立[2]。
- 1991年 保育专攻成立于专科[2]。
- 1998年 两个学科改名为、以下列举[2]。
  - 英语科→英语传播学科[注 1]
  - 教养科→现代教养学科
- 2007年 英语专攻成立于专科[2]。

### 宪章
- 请参看名古屋短期大学的标志 （页面存档备份，存于） （日語） 2014年2月16日阅览。

## 学校环境
- 校区：在爱知县丰明市

## 历任校长
- 川合贞一：第一代短期大学校长[2]
- 大谷岳：现在短期大学校长[4]

## 组织

### 学科
- 保育学科
- 英语交流学科[注 1]
- 现代教养学科

### 专科
| - 保育专攻 - 英语专攻 |

### 业余课程
| - 没有 |

### 附属学校
- 幼儿园 [5]

### 附属机关
| - 图书馆 - 保育育儿研究所 |

## 相关链接
- 日本短期大学列表
- 丰田短期大学